# Xylorimba
A xylorimba (más néven xylo-marimba vagy marimba-xylofon) egy hangolt ütőhangszer, mely egy kiterjesztett hangfekvésű xilofonra hasonlít (és nem a xilofonnak a marimbával való keverékére, mint ahogyan azt a neve sugallja).

## Hangterjedelme
A xilofonhoz és a marimbához hasonlóan a xylorimba is rendezett sorrendű, fektetett farudakból felépülő hangszer, így a hangsor kinézetre egy mai zongora billentyűzethez hasonlítható, mely elég széles skálájú ahhoz, hogy a marimba mély hangjait és a xilofon legmagasabb hangjait is magába foglalja. A xylorimba mély hangjai azonban a xilofon hangjára emlékeztetnek, nem pedig a marimbáéra. Ez azért van, mert a farudak – a marimbáétól eltérően – vastagabbak és keskenyebbek. A xilofon és a marimba farúdjai eltérően vannak kialakítva, hogy ezáltal más felhangokat emeljenek ki.
A modern xylorimba hangterjedelme általában öt oktávnyi, mely c'-től egy oktávval lejjebb kezdődik és négy oktávval fölé tart (c-től c5-ig). Transzponált hangszer, mivel a xylorimbára írt művek egy oktávval mélyebbek, mint ahogyan hallatszódnak.

## Zeneszerzők
A xylorimbát sok 20. századi zeneszerző tévesztette össze más hangolt idiofon ütőhangszerrel, többek között Alban Berg, Pierre Boulez és Olivier Messiaen a négy oktávos xilofonnal. Műveik a C4-től C8-ig tartó, négy oktávos, ma már elfogadott koncert xilofonra íródtak. 
Említést érdemel azonban, hogy Pierre Boulez Pli selon pli című művét két valódi (tehát egyenként öt oktávos) xylorimbára komponálta.

### Kompozíciók xylorimbára
(mind a négy- és öt oktávos hangszerekre)
- Alban Berg: Drei Stücke für Orchestra (1914-15, átírva 1929)
- Pierre Boulez: Le marteau sans maître altra és hat hangszerre (1953-55, átírva 1957)
- Pierre Boulez: Pli selon pli szopránra és zenekarra (1957-62)
- Olivier Messiaen: Couleurs de la Cité Céleste zongorára és kamarazenekarra (1963)
- Olivier Messiaen: La Transfiguration de Notre Seigneur Jésus-Christ vegyes kórusra, hét szóló hangszerre és nagyzenekarra (1965-69)
- Olivier Messiaen: Des canyons aux étoiles... zongorára, kürtre, xylorimbára, glockenspielre és zenekarra (1971-74)
- Olivier Messiaen: Saint François d'Assise opera (1975-83)
- Olivier Messiaen: Éclairs sur l'Au-delà… nagy zenekarra (1988-92)
- Karlheinz Stockhausen: Gruppen három zenekarra